# Шклярский, Давид Оскарович
Давид Оскарович Шклярский (23 ноября 1918, Харьков — 26 июня 1942, Бегомльский район, Минская область) — советский математик и популяризатор науки.
Основные научные результаты относятся к математическому анализу и топологии.

## Биография
Потерял отца в самом раннем возрасте и воспитывался матерью.
Участвовал в математическом кружках Антонина Ивановича Фетисова и Георгия Евгеньевича Шилова.
В 1936 году он получил первую премию на второй Московской математической олимпиаде и в том же году стал студентом механико-математического факультета МГУ.
С 1937 по 1941 год руководил одной из секций математического кружка при МГУ;
среди его учеников был Анатолий Дмитриевич Мышкис.
Окончил МГУ в 1941 году.
В первые же дни Великой Отечественной войны он подал заявление в Горком комсомола с просьбой отправить его добровольцем в действующую армию.
В феврале 1942 года его направили в партизанский отряд, за линию фронта.
В последнем письме, с дороги, он выражал твердую уверенность в скорой встрече с близкими.
Воевал в бригаде «Железняк».
В свободные минуты занимался математикой со своим боевым другом — Дмитрием Заркевичем.
Погиб 26 июня 1942 года в Бегомльском районе, в Белоруссии.
Похоронен в братской могиле в деревне Пострежье.

## Публикации
- Об условно сходящихся рядах векторов, УМН X (1944)
- О разбиениях двумерной сферы, Математический сборник 16(58) № 2 (1945)
- Московский математический кружок, УМН, 1:3-4(13-14) (1946), 212—217
- Задачи, рассматриваемые им в кружке, в расширенном виде были впоследствии изданы в первых трёх выпусках серии «Библиотека математического кружка» одним из соавторов книги был Исаак Моисеевич Яглом — коллега Шклаярского по математическому кружку.

## Признание
- Первый студент, удостоенный премии Московского математического общества за работу «О разбиениях двумерной сферы», выполненной под руководством Л. А. Тумаркина.